# Aurora Lunare
Aurora Lunare é um grupo italiano de rock progressivo.

## História
Foi um dos tantos grupos italianos que não puderam realizar discos durante a carreira. Naturais de Livorno, o Aurora Lunare se formou em 1977 e teve uma boa carreira concertística no primeiro período, tocando com grandes nomes como Alan Sorrenti, Premiata Forneria Marconi, Area, ainda que os concertos tenham sido limitados à região da Toscana.
Uma radical mudança de formação no início de 1982 tornou o seu som progressivo em direção a uma música mais melódica.
Dois CDs contendo gravações em estúdio e ao vivo foram vendidos através do site Vitaminic. Evasione di un'idea contém oito músicas de 1981, a metade ao vivo e a outra em estúdio. Apesar da não qualidade de gravação não muito perfeita, há a possibilidade de uma escuta muito interessante, ainda que a banda fosse quase desconhecida fora de sua cidade.
O segundo, Sorgenti di energia, é uma antologia de 12 músicas gravadas entre 1982 e 1991 da segunda formação, mas a bateria eletrônica e o amplo uso de sons sintetizados o distancia muito das raízes progressivas do grupo. Outras gravações, não disponíveis em CD podem ser baixadas do site do grupo.
Por um breve período, em 1982, Alessandro Corvaglia, ora cantor do Maschera di Cera, integrou o Aurora Lunare como guitarrista em concertos.

## Formação
1977-1981
- Mauro Pini (voz, teclado, flauta, percussões)
- Corrado Pezzini (teclado)
- Simone Catellacci (guitarra)
- Luciano Tonetti (baixo, violão)
- Marco Santinelli (bateria)

1982-1987
- Mauro Pini (voz, teclado, flauta, percussões)
- Antonio Salina (teclado, voz)
- Luciano Tonetti (baixo, violão)
- Riccardo Billeri (bateria)
- Giacomo Salina (percussões, voz)

## Discografia
- 2002 - Evasione di un'idea (Vitaminic), gravações em estúdio e ao vivo de 1981 contendo a formação original;
- 2002 - Sorgenti di energia, (Vitaminic), gravações feitas em estúdio entre 1981 e 1991;